# Арик-ден-или
Арик-ден-или (букв. «Бог — вечный судья») — царь Ассирии приблизительно в 1319—1307 годах до н. э.
Сын Эллиль-нирари.
Арик-ден-или уже в самых разнообразных официальных документах именовал себя «царём сильным, царём Ассирии» и, упоминая о своих постройках, перестал сообщать, что они воздвигнуты «ради благополучия города», то есть городского совета, правившего до сих пор вместе с царём, по крайней мере, формально.
Однако и при нём Ассирия терпела, по-видимому, серьёзные поражения от касситского царя Вавилонии Назимарутташа. Тем не менее, Арик-ден-или удалось расширить свои владения за счёт набегов на территорию Митанни, где он захватил область Кадмухе и другие области, доведя границу Ассирии на юго-западе до среднего течения Евфрата. При нём ассирийцы совершали походы в горы Загроса и против кочевников ахламеев (позднее назывались арамеями) и сутиев. Это первое упоминание арамеев в исторических памятниках. Однако где Арик-ден-или вёл с ними борьбу — в Приевфратской полосе или же на пастбищах Центральной или Верхней Месопотамии — неизвестно.
От Арик-ден-или же впервые в Ассирии дошли фрагменты анналов, составленных по образцу хеттских и, вероятно, не дошедших до нас митаннийских.